# La Violeta
La Violeta är en ort i Mexiko.   Den ligger i kommunen Siltepec och delstaten Chiapas, i den sydöstra delen av landet, 800 km sydost om huvudstaden Mexico City. La Violeta ligger 1 061 meter över havet och antalet invånare är 122.
Terrängen runt La Violeta är kuperad söderut, men norrut är den bergig. La Violeta ligger nere i en dal. Runt La Violeta är det ganska glesbefolkat, med 50 invånare per kvadratkilometer. Närmaste större samhälle är Nueva Lucha, 5,3 km öster om La Violeta. I omgivningarna runt La Violeta växer i huvudsak städsegrön lövskog.